# Respighi (cráter)

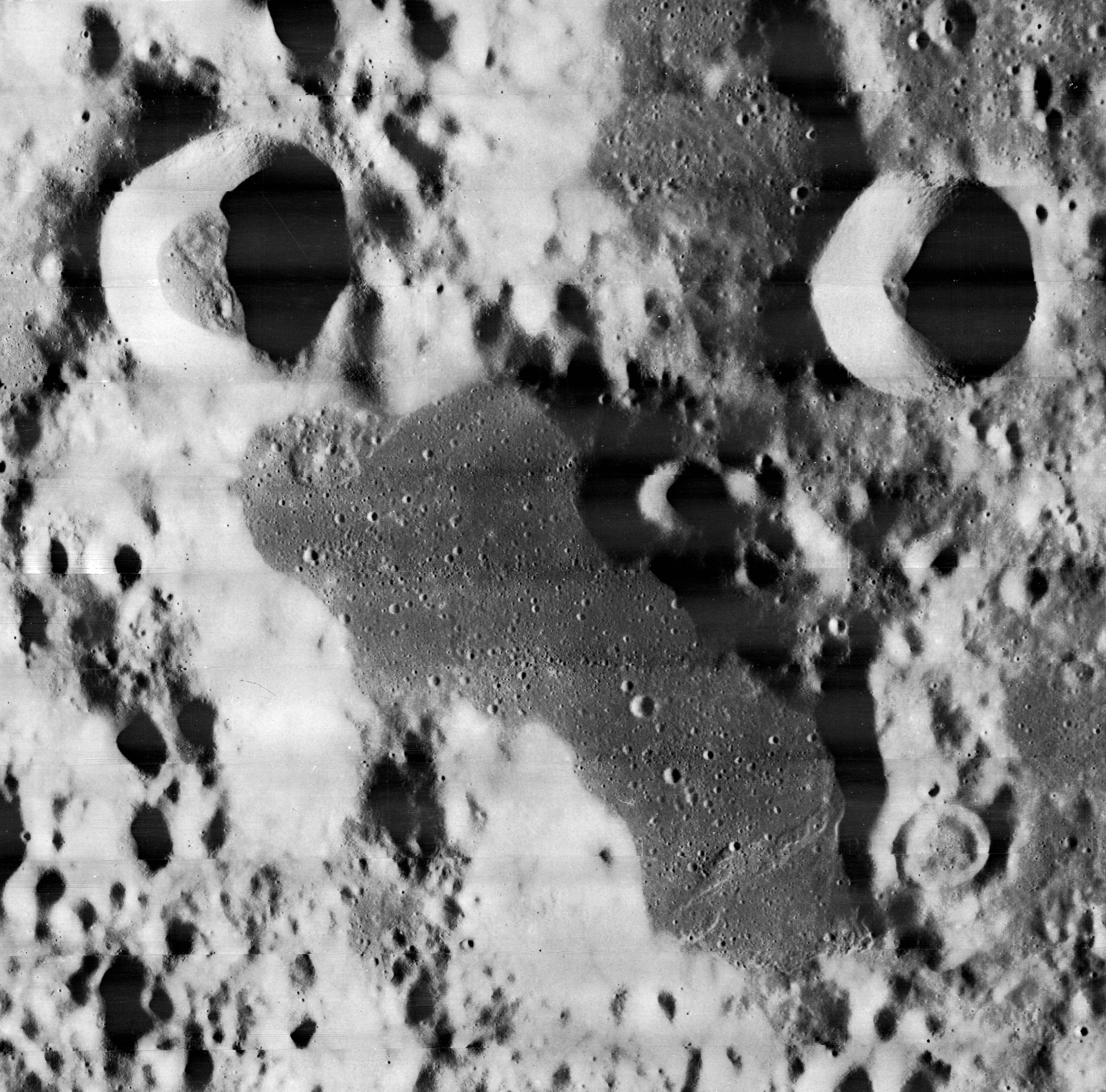
Los cráteres Respighi (arriba izquierda) y Liouville (arriba derecha) desde el Lunar Orbiter 1. El valle oscuro de la mitad inferior es conocida como Schubert N.

Respighi es un pequeño cráter de impacto que se localiza al sureste del cráter Dubyago, cerca del terminador oriental de la Luna. Al este está el cráter Liouville, de tamaño comparable.
| [[File:Iv 184 h1.jpg\|600px\|alt={{{Alt\|Localización de Respighi (centro del cuadrante superior derecho de la imagen)]] File:Iv 184 h1.jpgLocalización de Respighi (centro del cuadrante superior derecho de la imagen) |

Es un cráter circular con paredes interiores que descienden suavemente hasta el suelo central relativamente más oscuro (de inferior albedo). El borde no ha sufrido erosión significativa por impactos posteriores, aunque presenta una sección más superficial al sur. Junto al borde sur de este cráter se encuentra Dubyago B, una formación que tiene la apariencia de dos o más cráteres fusionados con un suelo oscuro inundado de lava que se alarga al sudeste.
El cráter debe su nombre a Lorenzo Respighi, 1824-89, matemático italiano y astrónomo.